# Consuelo de Saint-Exupéry
Consuelo, comtesse de Saint-Exupéry (født Suncín de Sandoval; født 10. april 1901 i Armenia, El Salvador, død 18. maj 1979 i Grasse, Frankrig), var en salvadoransk-fransk forfatter og kunstner, som var gift med den franske aristokrat, forfatter og banebrydende flyver Antoine de Saint-Exupéry.

## Tidligt liv
Født Consuelo Suncín de Sandoval som datter af en rig kaffeavler og militærreservist voksede hun op i en familie af velhavende godsejere i en lille by i Salvadoriansk afdeling af Sonsonate. På grund af hendes astma sendte hendes far hende til USA, hvor hun studerede i San Francisco; senere studerede hun i Mexico City, og også i Frankrig.

## Privatliv
Hendes første ægteskab var med en mexicansk hærkaptajn, Ricardo Cárdenas, som hun mødte i USA. Selvom dette ægteskab endte med skilsmisse, løj hun og sagde, at det endte med hans død under den mexicanske revolution, eftersom fraskilte kvinder dengang blev stigmatiseret af samfundet, og at være enke var at foretrække frem for at være fraskilt kvinde. Mens hun var i Frankrig, mødte hun Enrique Gómez Carrillo, en guatemalansk forfatter, diplomat og journalist, og de giftede sig senere. Efter hans død i 1927 tog hun ophold i Buenos Aires.

## Karriere
I 1931 mødte hun i Buenos Aires den franske aristokrat, forfatter og banebrydende flyver grev Antoine de Saint-Exupéry, og da de giftede sig, blev hun grevinde. På det tidspunkt var Consuelo således både fraskilt og enke, og salvadoransk forfatter, kunstner og boheme. Selvom Saint-Exupéry var stærkt fortryllet af den lille kvinde, skulle han mange gange komme til at forlade hende for så at vende tilbage til hende igen; hun var både hans muse og på langt sigt kilden til megen af hans angst. Det var et stormfuldt ægteskab, hvor Saint-Exupéry på sine mange rejser ofte havde udenomsægteskabelige affærer, bl.a. med franske Hélène de Vogüé (1908-2003), kendt som 'Nelly' og omtalt som "Madame de B." i Saint-Exupérys biografier. Consuelo havde på sin side også adskillige udenomsægteskabelige affærer og var kendt som en "flamboyant Latin - American mischiefmaker, who had begun cuckolding her husband" (en flamboyant latinamerikansk ballademager, der var begyndt at gøre sin mand til hanrej).
Det var formentlig efter Saint-Exupérys forsvinden i juli 1944, og med tabet af ham i frisk hukommelse, at hun skrev sine erindringer fra deres liv sammen, et manuskript som hun forseglede i en kuffert i sit hjem. To årtier efter hendes død i 1979 dukkede manuskriptet op, da José Martinez-Fructuoso, hendes arving og mangeårige medarbejder, og hans kone, Martine, opdagede det på et loft. Alan Vircondelet, som havde skrevet en biografi om Antoine de Saint-Exupéry, redigerede manuskriptet, forbedrede hendes franske og delte det op i kapitler. Udgivelsen i Frankrig i 2000, et århundrede efter Antoine de Saint-Exupérys fødsel den 29. juni 1900, vakte stor opsigt. I 2011 var bogen blevet oversat til seksten sprog, på dansk med titlen Rosens erindringer.